# Holmöarna
Holmöarna este o arie protejată (arie specială de conservare — SAC, sit de importanță comunitară — SCI, arie de protecție specială avifaunistică — SPA) din Suedia întinsă pe o suprafață de 24.209,6 ha, integral pe uscat.

## Localizare
Centrul sitului Holmöarna este situat la coordonatele 63°42′10″N 20°53′36″E / 63.7028°N 20.8934°E.

## Înființare
Situl Holmöarna a fost declarat sit de importanță comunitară în decembrie 1995 pentru a proteja 19 specii de animale. Alte tipuri de protecție:
- arie de protecție specială avifaunistică (în decembrie 1996)[2]
- arie specială de conservare (în martie 2011)[1][3][4]

## Biodiversitate
Situată în ecoregiunile boreală și marină baltică, aria protejată conține 16 habitate naturale: Vegetație anuală la limita mareei, Pajiști uscate europene, Lacuri și iazuri distrofice naturale, Recifuri, Pajiști cu Molinia pe soluri calcaroase, turboase sau argilos-nămoloase (Molinion caeruleae), Mlaștini împădurite, Taiga vestică, Lagune de coastă, Mlaștini turboase de tranziție și turbării mișcătoare, Pășuni de coastă din Baltica boreală, Vegetație perenă pe țărmurile stâncoase, Păduri naturale în etape succesive primare ale suprafețelor emergente de coastă, Terase mlăștinoase și terase nisipoase neacoperite de apă la reflux, Golfuri mici largi și golfuri puțin adânci, Insulițe și insule mici din Baltica boreală, Faleze cu vegetație de pe coastele atlantice și baltice.
La baza desemnării sitului se află mai multe specii protejate:
- păsări (16): minunița (Aegolius funereus), Cepphus grylle, lebădă de iarnă (Cygnus cygnus), muscar (Ficedula parva), cufundar polar (Gavia arctica), cufundar mic (Gavia stellata), cocor (Grus grus), sfrâncioc roșiatic (Lanius collurio), vultur pescar (Pandion haliaetus), viespar (Pernis apivorus), ciocănitoare de munte (Picoides tridactylus), corcodel-urechiat (Podiceps auritus), pescăriță mare (Sterna caspia), chiră de baltă (Sterna hirundo), Sterna paradisaea, cocoșul de mesteacăn (Tetrao tetrix tetrix)
- mamifere (2): Halichoerus grypus, Phoca hispida botnica
- nevertebrate (1): Lycaena helle